# 廖怡雯
廖怡雯（1980年—），臺灣企業家，畢業於國立台灣大學財務金融學系，2010年與另外兩位共同創辦人鄭涵睿與許偉哲成立綠藤生機。於2020年產下一女。

## 生平背景
出生於台灣台北市，長於苗栗，畢業於國立台灣大學財務金融系。曾於UBS、ABN AMRO等外商資產管理公司擔任總經研究員，研究分析全球市場走勢與撰寫投資報告，而後參與天然清潔劑品牌橘子工坊中期品牌發展與ISO導入規劃。現為時代基金會國際青年創業領袖計畫(YEF)業師、台大生技中心等創業專題客座講師。

## 創業經歷
1981年出生的鄭涵睿，和另外兩名7年級的共同創辦人廖怡雯、許偉哲投入創業前，和多數台大財金系學生的歷程一般，畢業、順利找到工作。當時，鄭涵睿是匯豐銀行儲備幹部，擁有ING投信、保誠人壽等外商經歷的許偉哲和廖怡雯則在橘子工坊工作。
當時，廖怡雯有機會隨著林碧霞到各地拜訪農友，在拜訪的過程中廖怡雯驚覺台灣農業面臨高齡化、產銷失衡的危機，加上不時聽聞林碧霞說起農業創新的種種理念，這讓仍迷茫於未來的3人，決定創業自己當農夫來解決台灣農業所面臨的危機。
2009年年底，已收到美國麻省理工大學史隆學院入學通知的鄭涵睿，決定延後入學；投身於農業之中，但現實總是沒有想像中的美好，種植的工作並不如預期般順利。
2010年桃園農場正式啟用前，鄭涵睿、許偉哲與廖怡雯搬回種子，先在自家陽台試種，並在期間惡補芽菜知識。為了種出全株保留、高營養價值的新鮮芽菜，綠藤捨棄傳統農法漂洗再分裝的流程，而於播種前就分裝獨立栽培，因此植株只要有些許點感染、腐敗，就必須全數捨棄。好不容易品質穩定，進入量產階段，卻又因澆水排程的些許誤差，使得芽菜長得參差不齊。
經過數個月的反覆測試，綠藤終於從五十多項品種中，篩選出高營養價值的紫高麗菜芽菜、碗豆芽苗等六、七種產品。
2010年7月，當首批芽菜送到主婦聯盟合作社後，3人才發現，消費者根本不認識自家品牌，因此必須先從行銷開始著手坐起。為了介紹自家產品，綠藤生機附上一張小卡片，訴說產品理念。立意雖好，卻無法解答顧客的疑惑，「活的芽菜是什麼？究竟如何烹煮？……」產品才推出不久，顧客問題如雪片般湧現，讓鄭涵睿和廖怡雯忙得片刻不得餘閒。即使3人賣力投入，依然趕不上虧損速度，最初籌措的新台幣500萬元資金，以及後來追加的250萬元，在2年內轉眼用罄。
2012年年底終達損益兩平，營收達到1,200萬，包括超市city'super、有機通路天和鮮物、里仁有機等全台二百多家通路，都見得到綠藤。

## 獎項
2013年綠藤還奪得資策會與美國麻省理工學院共同舉辦的「MassChallenge」創業大賽冠軍。
2019年綠藤榮獲亞洲唯一連續四年「對世界最好」大獎的 B 型企業。

## 其他事件
2010年，鄭涵睿、廖怡雯、許偉哲等人湊了500萬元成立綠藤。
2014營收上2千萬元。公司也在2013年8月推出芽菜萃取的清潔保養品。